# بين أرشيبالد
بين أرشيبالد (بالإنجليزية: Ben Archibald)‏ هو لاعب كرة القدم الكندية أمريكي، ولد في 26 أغسطس 1978 في تاكوما في الولايات المتحدة.

## وصلات خارجية
- بين أرشيبالد على موقع مرجع كرة القدم المحترفة.كوم (الإنجليزية)
- بين أرشيبالد على موقع JustSportsStats.com (الإنجليزية)